# Kasunyatan
Kasunyatan is een bestuurslaag in het regentschap Serang van de provincie Banten, Indonesië. Kasunyatan telt 7998 inwoners (volkstelling 2010).